# Hárs Endre
Hárs Endre (Budapest, 1965. július 21. –) magyar irodalomtörténész, germanista, egyetemi oktató. A Szegedi Tudományegyetem Bölcsészettudományi Kara Germán Filológiai Intézetének habilitált egyetemi docense, az intézet igazgatója.

## Tudományos életrajza
1983-ban tett érettségi vizsgát Budapesten. 1984 és 1989 között az ELTE német-magyar-összehasonlító irodalomtudomány szakos hallgatója, párhuzamosan az Eötvös József Collegium bejáró diákja: a 80-as évek végén Fritz Paepcke tanítványa. 1989 szeptemberétől 1998 augusztusáig a szegedi József Attila Tudományegyetem Német Tanszékének tanársegédje, 1998 szeptemberétől 2000 augusztusáig adjunktusa. 1992 és 1994 között a göttingeni Georgia Augusta Egyetemen kutat. PhD fokozatot 1999-ben Bernáth Árpád témavezetése mellett szerez a JATE-n.
2000 szeptemberében docensnek nevezik ki, 2008-ban pedig a Germán Filológiai Intézet igazgatóhelyettesévé. Ezt a pozíciót öt éven át tölti be. 2012 novemberében habilitál a SZTE-n Herderről írt monográfiájával. 2013-ban kinevezik a Germán Filológiai Intézet igazgatójává.

### Tudományos tevékenysége
Tudományos érdeklődésének homlokterében újabban a XVIII. és a XIX. század irodalma, kulturális jelenségei és médiumai állnak. Ugyanakkor az irodalomelmélet, a kultúra- és a médiatudomány jeles művelője is, valamint Botho Strauß német író, drámaíró életművének avatott szakértője. Tudományos írásainak jelentős részét német nyelven adja közre.

### Vendégoktatói tevékenysége
- A Bécsi Egyetem Európai és Összehasonlító Nyelv- és Irodalomtudományi Intézetének vendégprofesszora volt a 2014–2015-ös tanévben.

### Szerkesztői tevékenysége
2003 óta a Filológiai Közlöny szerkesztőségi tagja, 2004 és 2005 között a Germanisták Társasága évkönyvének (JUG) egyik szerkesztője volt. 2013 óta a Modern Filológiai Füzetek társszerkesztője.

### Kutatócsoporti tagság
- A deKON-csoport tagja volt 1992-2002 között.[2]

## Publikációk
A Magyar Tudományos Művek Tárában: Hárs Endre publikációi

### Önálló kötetei
- Hárs Endre; Szilasi László: Lassú olvasás. Történetek és trópusok. Szeged: JATE Irodalomelméleti Csoport; Ictus 1996. (deKON-KÖNYVek 7) letöltés
- Singularität. Lektüren zu Botho Strauß. Würzburg, Königshausen&Neumann, 2001.
- Én – túl a nyelven. Irodalom, antropológia, kultúra . Budapest: Gondolat Kiadói Kör; Pompeji 2004. letöltés
- Herder tudománya – az elgondolhatóság határain a késő 18. században. Pozsony: Kalligram 2012.

### Szerkesztett kötetei
- Hárs, Endre; Müller-Funk, Wolfgang; Orosz, Magdolna (Hg.): Verflechtungsfiguren. Intertextualität und Intermedialität in der Kultur Österreich-Ungarns. Frankfurt/M.: Peter Lang 2003.
- Hárs, Endre; Müller-Funk, Wolfgang; Reber, Ursula; Ruthner, Clemens (Hg.): Zentren, Peripherien und kollektive Identitäten in Österreich-Ungarn . Tübingen; Basel: Francke 2006 (Kultur – Herrschaft – Differenz 6).
- Hárs, Endre; Horváth, Márta; Szabó, Erzsébet (Hg.): Universalien? Über die Natur der Literatur. Trier: WVV Trier 2014.

### Fontosabb tanulmányok
- Herder und die Erfindung des Nationalen
- Of Progress, before It all Started. Herder and the Natural History of the Human Being. In: Berszán, István (ed.): Orientation in the Occurence. Cluj-Napoca: Korunk; Komp-Press 2009, 22–32.
- Das „unsichtbare Institut”. Über Herders Freimaurerschriften. In: Lorincz, Csongor (Hg.): Ereignis Literatur. Institutionelle Dispositive der Performativität von Texten. Bielefeld: transcript 2011, 127–154.
- Alt und Neu, Pro und Kontra. Goethes und Herders Dramoletten zum Zeitenwechsel. In: Balogh, András; Varga, Péter Pius (Hg.): „das Leben in der Poesie“. Festschrift für Magdolna Orosz zum 60. Geburtstag. Budapest: ELTE 2011, 47–56.
- Literaturengeschichten? Zur Selbstüberwindung der Nationalphilologie. In: Berliner Beiträge zur Hungarologie (16) 2011, 146–167. letöltés[halott link]
- Herders agency. In: Babka, Anna; Malle, Julia; Schmidt, Matthias (Hg.): Dritte Räume. Homi K. Bhabhas Kulturtheorie. Anwendung. Kritik. Reflexion. Unter Mitarbeit von Ursula Knoll. Wien; Berlin: Turia & Kant 2012, 253–268.
- Adrasteas Sammelwut. Herders Spätwerk zwischen Lesen und Auflesen. In: Bernd, Frauke; Fulda, Daniel (Hg.): Die Sachen der Aufklärung. Beiträge zur DGEJ-Jahrestagung 2010 in Halle a.d. Saale. Hamburg: Meiner 2012, 273–280.
- Zerstreute Blätter. Zur Medienarchäologie des frühen 19. Jahrhunderts. In: Babka, Anna; Finzi, Daniela; Ruthner, Clemens (Hg.): Die Lust an der Kultur/Theorie. Transdisziplinäre Interventionen. Für Wolfgang Müller-Funk. Wien; Berlin: Turia & Kant 2012, 331–341.
- Kulturgeschichte der Bekehrungen. Postkoloniale (Selbst-)Kritik in Herders Adrastea. In: Babka, Anna; Dunker, Alex (Hg.): Postkoloniale Lektüren. Perspektivierungen deutschsprachiger Literatur. Bielefeld: Aisthesis 2013, 13–31.
- „Realismus des Gefühls”. Anthropologische Ästhetik und ästhetischer Kritizismus um 1800. In: Hárs, Endre; Horváth, Márta; Szabó, Erzsébet (Hg.): Universalien? Über die Natur der Literatur. Trier: WVV Trier 2014, 217–235.
- „Historische Gemählde“. Literarische Bilderpolitik um 1800. In: Dukic, Davor (ed.): History as a Foreign Country: Historical Imagery in South-Eastern Europe. (megjelenés alatt)
- Vom Nutzen literarischer Sumpflandschaften. Technischer Fortschritt und Natursymbolik bei Mór Jókai (1825–1904). In: Fata, Márta (Hg.): Melioration und Migration in der Habsburgermonarchie im Vergleich zu Preußen und anderen deutschen Staaten zwischen 1700 und 1850 (megjelenés alatt)

## Díjai
- DAAD–ösztöndíj (1992–1994)
- DAAD–ösztöndíj (1995, két hónap)
- Kanyó Zoltán-díj (1995)
- Roman-Herzog-ösztöndíj (1998–2000)
- Bolyai-ösztöndíj (2000–2002)
- A Kultúratudományok Nemzetközi Kutatóközpontjának Research Fellow-ja Bécsben
- Széchenyi István ösztöndíj (2004–2005)
- Humboldt-ösztöndíj (2005–2007)